# Cheval Grand
Cheval Grand (på japanska: シュヴァルグラン) , född 14 mars 2012, är ett engelskt fullblod. Hon började tävla 2014, och hon tränas av Yasuo Tomoichi. Han har tagit karriärens största segrar i Copa Republica Argentina (2016), Hanshin Daishōten (2016) och Japan Cup (2017). 

## Karriär
Till mars 2019 har Cheval Grand sprungit in 8 969 446 dollar på 20 starter, varav 7 segrar, 6 andraplatser och 7 tredjeplatser. Han springer i genomsnitt in 320 337 dollar per start.
Cheval Grand debuterade i löp den 21 september 2014, där han slutade på andra plats. Den 3 oktober 2015 tog han sin första seger i ett Special Weight-löp på Hanshin Racecourse. Han segrade även i Orion Stakes på Hanshin den 13 december 2015.
Den 6 november 2016 segrade Cheval Grand i Copa Republica Argentina, och den första storlöpssegern kom den 26 november 2017 då han segrade i Japan Cup tillsammans med jockeyn Hugh Bowman. Den 29 april 2018 kom Cheval Grand på andra plats i Tenno Sho.